# الن گرین
 الن گرین (انگلیسی: Ellen Greene؛ زادهٔ ۲۲ فوریهٔ ۱۹۵۱) یک بازیگر سینما، خواننده، و هنرپیشه اهل ایالات متحده آمریکا است.
از فیلم‌ها یا برنامه‌های تلویزیونی که وی در آن نقش داشته است می‌توان به لئون، راک-ای-دودل، سلاح عریان ۳، فروشگاه کوچک ترسناک، رادیو گفتگو، خسته، ولوم را بالا ببرید، قاتل و یک روز خوب اشاره کرد.